# فرنک هراری
فرانک هراری (Frank Harary) (11 مارس ۱۹۲۱ – ۴ ژانویه ۲۰۰۵)، یک ریاضی‌دان اهل آمریکا بود که در نظریه گراف تخصص داشت. او به‌طور گسترده به عنوان یکی از «پدران» نظریه گراف مدرن شناخته می‌شد. هراری در تقریر واضح استاد بود و با چند تن از دانشجویان دکترای خود توانست اصطلاحات گراف‌ها را استانداردسازی کند. او گستره این حوزه را به حوزه‌های فیزیک، جامعه‌شناسی و حتی مردم‌شناسی وسعت بخشید. هراری که از نعمت شوخ‌مزاجی قوی برخوردار بود، مخاطبین را در تمامی سطوح ریاضی به چالش می‌کشید و سرگرم می‌کرد. ترفند ویژه‌ای که او به‌کار می‌برد، مبدل کردن قضیه‌ها به بازی‌ها بود – مثلاً، دانشجویان باید تلاش می‌کردند تا یال‌های سرخ را به شش رأس در یک گراف اضافه می‌کردند تا یک مثلث سرخ بسازند، در حالی‌که گروه دیگر دانشجویان باید تلاش می‌کردند تا این یال‌ها را اضافه نموده و یک مثلث آبی بسازند (و هر کدام از یال‌های گراف باید یا آبی می‌بود یا سرخ). در این قضیهٔ دوستان و بیگانگان، یکی از دو تیم باید برنده می‌شد.

## زندگی‌نامه
فرانک هراری در شهر نیویورک زاده شد و بزرگ‌ترین فرزند یک خانواده مهاجر یهودی از سوریه و روسیه بود. او مدارک لیسانس و فوق لیسانس خود را به ترتیب در سال‌های ۱۹۴۱ و ۱۹۴۵ میلادی از کالج بروکلین به‌دست آورده و مدرک دکترای تخصصی (پی‌اچ‌دی) خود را تحت سرپرستی آلفرد ال. فوستر از دانشگاه کالیفرنیا، برکلی در ۱۹۴۸ حاصل کرد.
قبل از این‌که حرفه تدریس را آغاز کند، هراری به عنوان دستیار پژوهش‌گر در مؤسسه پژوهش اجتماعی در دانشگاه میشیگان مشغول کار بود.
تلاش‌های بسیاری صورت گرفت تا نخستین مقاله هراری «حلقه‌های اتومیکِ شبیه-بولیین دارای رادیکال معین» در نهایت در ژورنال ریاضی دوک در ۱۹۵۰ میلادی قرار گیرد. این مقاله در مرحله نخست در نوامبر ۱۹۴۸ به انجمن ریاضی آمریکا ارایه گردید، سپس به ژورنال ریاضی دوک فرستاده شده و بعد از سه بار بازنگری، در نهایت پس از دو سال از تسلیمی اولیه، به چاپ رسید. هراری حرفه تدریس خود را در۱۹۵۳ میلادی در دانشگاه میشیگان آغاز کرد، در نخست به عنوان استادیار، پس از آن در ۱۹۵۸ میلادی به عنوان معاون پروفسور و در نهایت در ۱۹۶۴ میلادی به عنوان پروفسور ریاضی گماشته شد و تا سال ۱۹۸۶ در این سِمت باقی ماند.
هراری، از ۱۹۸۷ به بعد در دانشکده علوم رایانه، دانشگاه ایالتی نیومکزیکو، لاس کروسس به عنوان پروفسور (پروفسور برجسته افتخاری) خدمت می‌کرد. او یکی از بنیان‌گذاران ژورنال نظریه ترکیبیات و ژورنال نظریه گراف بود.
هراری در ۱۹۴۹ میلادی مقالهٔ در مورد ساختار جبری گره‌ها را منتشر کرد. مدت کوتاهی پس از نشر این مقاله، او کتاب خود (که با جورج اوهلینبیک مشترک بود) تحت عنوان در مورد تعداد درختان هسیمی را در سال ۱۹۵۳ میلادی به چاپ رساند. پس از نشر این کتاب بود که او در سطح جهان برای کارش در نظریه گراف جایگاه پیدا کرد. نخستین کتاب وی تحت عنوان مدل‌های ساختاری: معرفی بر نظریه گراف‌های جهت‌دار در ۱۹۶۵ میلادی به چاپ رسید و علاقه‌مندی هراری در بقیه زندگی‌اش به حوزه نظریه گراف بود.
در مدتی که هراری کار روی نظریه گراف را پیرامون سال ۱۹۶۵ آغاز کرد، او همچنین به خرید ملک در آن‌آربر شروع کرد تا درآمدی اضافی برای خانواده‌اش تأمین کند. هراری و خانمش جین شش فرزند داشتند، مریم، ناتالی، جودیت، توماس، جول و چایا.
از ۱۹۷۳ تا ۲۰۰۷ میلادی، هراری به‌طور مشترک پنج کتاب دیگر نیز نوشت و تمام آن‌ها در حوزه گراف بود. هراری در طول حیات خود به جهان سفر کرد و به پژوهش و انتشار بیش از ۸۰۰ مقاله (۳۰۰ مقاله، مشترکاً با سایر نویسنده‌ها) در ژورنال‌های ریاضی و سایر نشریه‌های علمی پرداخت که بیش از تمامی ریاضی‌دانان، به‌جز از پاول اردوس است. هراری بیان داشت که او در ۱۶۶ شهر مختلف در سراسر ایالات متحده و حدود ۲۷۴ شهر در بیش از ۸۰ کشور جهان، سخنرانی علمی داشته‌است. هراری به‌ویژه افتخار می‌کرد که در شهرهای مختلف در سراسر دنیا که حرف اول نام آن شهر با یکی از حروف الفبا شروع می‌شد، سخنرانی علمی انجام داده‌است، حتی شامل حرف «x»، زمانی که او به شهر کسانتن (Xanten) در آلمان سفر کرد. هراری همچنین نقش یک کنجکاو را در فیلم ویل هانتینگ خوب که جوایزی زیادی را برنده شده‌است، بازی کرد. این فیلم فرمول‌های را به نمایش گذاشت که او در شمارش درختان منتشر کرده بود و طبق این فیلم، قرار بود این شمارش درختان بیش از حد مشکل باشد.
هراری در ۱۹۸۶ میلادی به عمر ۶۵ سالگی از استادی در دانشگاه میشیگان بازنشسته شد. با این حال، هراری بازنشستگی خود را خیلی جدی نگرفت و پس از بازنشستگی به عنوان پروفسور برجسته علوم رایانه در دانشگاه ایالتی نیومکزیکو در لاس کروسس گماشته شد. او تا هنگام مرگ خود در سال ۲۰۰۵، در این سمت باقی ماند. هراری در همان سالی که باز نشسته شد، به عضویت افتخاری آکادمی علوم هندوستان درآمد، او همچنین به عنوان ویراستار برای حدود ۲۰ ژورنال متفاوت کار کرد و روی نظریه گراف و نظریه ترکیبیات تمرکز داشت. هراری پس از بازنشستگی به عنوان عضو دائمی افتخاری در انجمن ریاضی کلکته و انجمن ریاضی آفریقای جنوبی انتخاب گردید.
او در مرکز پزشکی مموریال در لاس کروسس، نیومکزیکو وفات کرد. هنگام مرگ وی در لاس کروسس، سایر اعضای دانشکده علوم رایانه از دست دادن یک مغز عالی که روزی در پهلوی آن‌ها کار می‌کرد را حس کردند. رئیس دانشکده علوم رایانه که در زمان مرگ هراری، دیش رانجان بود، اظهار داشت، «دکتر هراری یک دانشمند راستین با یک عشق واقعی نسبت به نظریه گراف بود و این عشق برای وی منبع تمام نشدنی اکتشافات جدید، زیبایی، کنجکاوی، شگفتی‌ها و اشتیاق تا آخرین لحظه زندگی‌اش بود».